# Edigheimer Straße 95

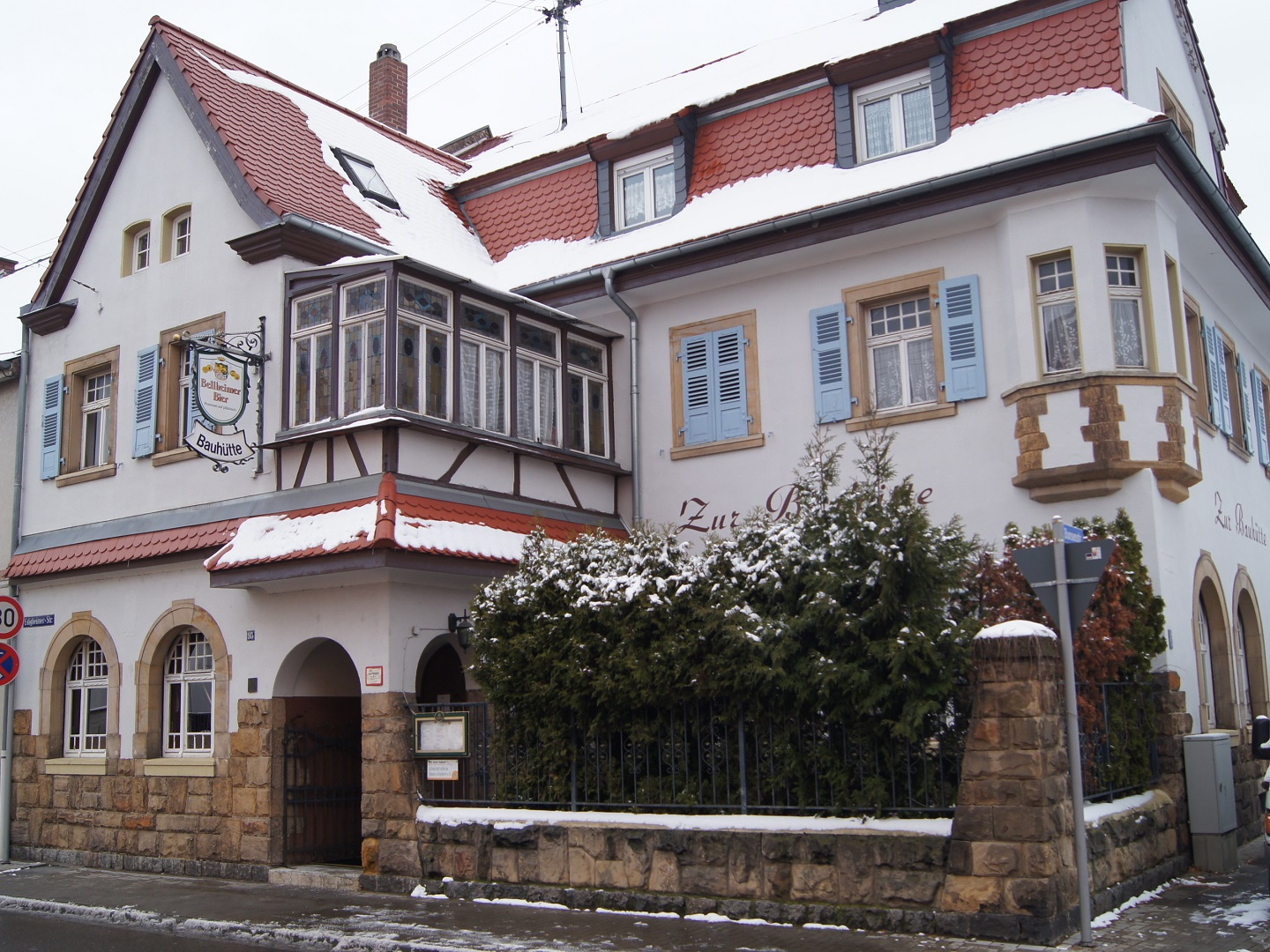
Ansicht des Hauses von Südosten

Edigheimer Straße 95 ist ein denkmalgeschütztes, straßenbildprägendes Wohn- und Gasthaus im Stadtteil Oppau der rheinland-pfälzischen Großstadt Ludwigshafen am Rhein. Das Gasthaus Zur Bauhütte wurde 1909 vom Architekten Jakob Fick im Baustil der Heimatschutzarchitektur mit Jugendstilmotiven errichtet.

## Lage
Das Gebäude befindet sich am nördlichen Ortsende Oppaus an einer Ecke der langen Edigheimer Straße mit der Bunsenstraße. Am Südende der Edigheimer Straße liegen die denkmalgeschützten Objekte Rathaus Oppau, Evangelische Auferstehungskirche und das Wohnhaus Edigheimer Straße 2 aus den Jahren 1906, 1830/1923 und 1923.

## Beschreibung
Das Eckhaus wurde auf unregelmäßigem Grundriss errichtet. Es hat eine „bewegte Dachlandschaft“ mit einem Giebel zur Straßenseite mit Satteldach und einem Mansarddach mit Giebel zur Seitenstraße. Das Dach ist neu eingedeckt. Das Gebäude hat zwei Geschosse mit Rundbögen im Erdgeschoss, im Obergeschoss befindet sich ein Wintergarten über dem Eingang und ein angedeuteter Erker an der Südecke. Der Putzbau ist aufwändig mit Sandstein gegliedert. Die Fenster zeigen Jugendstilmotive und haben ihre ursprüngliche Teilung, die Fensterläden sind vollständig vorhanden. An der Straßenecke des Bauwerks befindet sich ein kleiner Garten mit Sandsteineinfassung und schmiedeeisernem Geländer.
Das Anwesen prägt das Bild dieses Straßenteils. Es wird noch als Gastwirtschaft genutzt.